# Народ Южной Осетии за мир
Движение «Народ Южной Осетии за мир» (осет. Цӕгат райгуырынц Хуссар Ирыстон, груз. სამხრეთ ოსეთის ხალხი მშვიდობისთვის) — оппозиционная партия в Южной Осетии.
Основанное братом бывшего премьера ЮО Дмитрия Санакоева и другими этническими осетинами (в том числе бывшим министром внутренних дел Джемалом Каркусовым), движение выступало с критикой действующего на тот момент президента Южной Осетии Эдуарда Кокойты и за воссоединение с Грузией.
Вместе с другими бывшими членами сепаратистского правительства Санакоев сформировал оппозиционное движение Э. Кокойты.

## История
Движение официально основано (под названием «Союз национального спасения Южной Осетии») 24 октября 2006. Его учредителями стали осетинский журналист Владимир Санакоев, Майя Чигоева-Цабошвили (глава грузино-осетинского объединения «Ибер-Ирон»), Георгий Чигоев, Теймураз Джерагоев, Джемал Каркусов (бывший министр внутренних дел непризнанной РЮО), Уразмаг Каркусов. К движению присоединился также брат Владимира Санакоева Дмитрий Санакоев, бывший министр обороны и премьер-министр непризнанной РЮО.
В 2007 году движение проводило ряд акций, концертов и выступлений под лозунгом «Кокойты-Фандараст!» (с осет. «Кокойты, уходи!»).
Действующим правительством Южной Осетии движение объявлено вне закона.
В 2009 году Джемал Каркусов и его брат Ян бежали в Россию и объявили, что действовали по заданию ФСБ. В 2011 году бежал в Россию и выступил с аналогичным заявлением организатор движения Владимир Санакоев.